# Liste der Gesundheitsminister von Rheinland-Pfalz
Dieser Artikel enthält eine Liste der Gesundheitsminister von Rheinland-Pfalz.

## Gesundheitsminister Rheinland-Pfalz (seit 1946)
| Name                                                           | Amtsantritt                                | Kabinett                              | Partei                                |
| Minister für Gesundheit und Wohlfahrt                          | Minister für Gesundheit und Wohlfahrt      | Minister für Gesundheit und Wohlfahrt | Minister für Gesundheit und Wohlfahrt |
| -------------------------------------------------------------- | ------------------------------------------ | ------------------------------------- | ------------------------------------- |
| Johann Junglas                                                 | 3. Dezember 1946                           | Boden I                               | SPD                                   |
| Minister für Wohlfahrt, Arbeit und Wiederaufbau                |                                            |                                       |                                       |
| Johann Junglas                                                 | 13. Juni 1947                              | Boden II                              | CDU                                   |
| Minister für Gesundheit und Wohlfahrt                          |                                            |                                       |                                       |
| Johann Junglas                                                 | 9. Juli 1947                               | Altmeier I                            | SPD                                   |
| Minister für Gesundheit, Wohlfahrt und Arbeit                  |                                            |                                       |                                       |
| Johann Junglas                                                 | 20. Oktober 1949                           | Altmeier I                            | CDU                                   |
| Minister des Innern und für Soziales                           |                                            |                                       |                                       |
| Alois Zimmer                                                   | 13. Juni 1951 1. Juni 1955                 | Altmeier II Altmeier III              | CDU                                   |
| Otto van Volxem                                                | 15. Oktober 1957                           | Altmeier III                          | CDU                                   |
| August Wolters                                                 | 19. Mai 1959 18. Mai 1963                  | Altmeier IV Altmeier V                | CDU                                   |
| Minister für Soziales                                          |                                            |                                       |                                       |
| Heiner Geißler                                                 | 18. Mai 1967 19. Mai 1969                  | Altmeier VI Kohl I                    | CDU                                   |
| Minister für Soziales, Gesundheit und Sport                    |                                            |                                       |                                       |
| Heiner Geißler                                                 | 18. Mai 1971 20. Mai 1975 2. Dezember 1976 | Kohl II Kohl III Vogel I              | CDU                                   |
| Georg Gölter                                                   | 23. Juni 1977                              | Vogel I                               | CDU                                   |
| Minister für Soziales, Gesundheit und Umwelt                   |                                            |                                       |                                       |
| Georg Gölter                                                   | 18. Mai 1979                               | Vogel II                              | CDU                                   |
| Rudi Geil                                                      | 12. Juni 1981 18. Mai 1983                 | Vogel II Vogel III                    | CDU                                   |
| Minister für Gesundheit und Umwelt                             |                                            |                                       |                                       |
| Klaus Töpfer                                                   | 23. Mai 1985                               | Vogel III                             | CDU                                   |
| Hans-Otto Wilhelm                                              | 23. Juni 1987                              | Vogel IV                              | CDU                                   |
| Alfred Beth                                                    | 8. Dezember 1988                           | Wagner                                | CDU                                   |
| Minister für Arbeit, Soziales, Familie und Gesundheit          |                                            |                                       |                                       |
| Ullrich Galle                                                  | 21. Mai 1991                               | Scharping                             | SPD                                   |
| Minister für Arbeit, Soziales und Gesundheit                   |                                            |                                       |                                       |
| Florian Gerster                                                | 26. Oktober 1994 20. Mai 1996              | Beck I Beck II                        | SPD                                   |
| Minister für Arbeit, Soziales, Familie und Gesundheit          |                                            |                                       |                                       |
| Florian Gerster                                                | 18. Mai 2001                               | Beck III                              | SPD                                   |
| Malu Dreyer                                                    | 15. März 2002 18. Mai 2006                 | Beck III Beck IV                      | SPD                                   |
| Minister für Arbeit, Soziales, Gesundheit, Familien und Frauen |                                            |                                       |                                       |
| Malu Dreyer                                                    | 21. November 2006                          | Beck IV                               | SPD                                   |
| Minister für Soziales, Arbeit, Gesundheit und Demografie       |                                            |                                       |                                       |
| Malu Dreyer                                                    | 18. Mai 2011                               | Beck V                                | SPD                                   |
| Alexander Schweitzer                                           | 16. Januar 2013                            | Dreyer I                              | SPD                                   |
| Sabine Bätzing-Lichtenthäler                                   | 12. November 2014 18. Mai 2016             | Dreyer I Dreyer II                    | SPD                                   |
| Minister für Wissenschaft und Gesundheit                       |                                            |                                       |                                       |
| Clemens Hoch                                                   | 18. Mai 2021 10. Juli 2024                 | Dreyer III Schweitzer                 | SPD                                   |